# Witoormaskeramadine

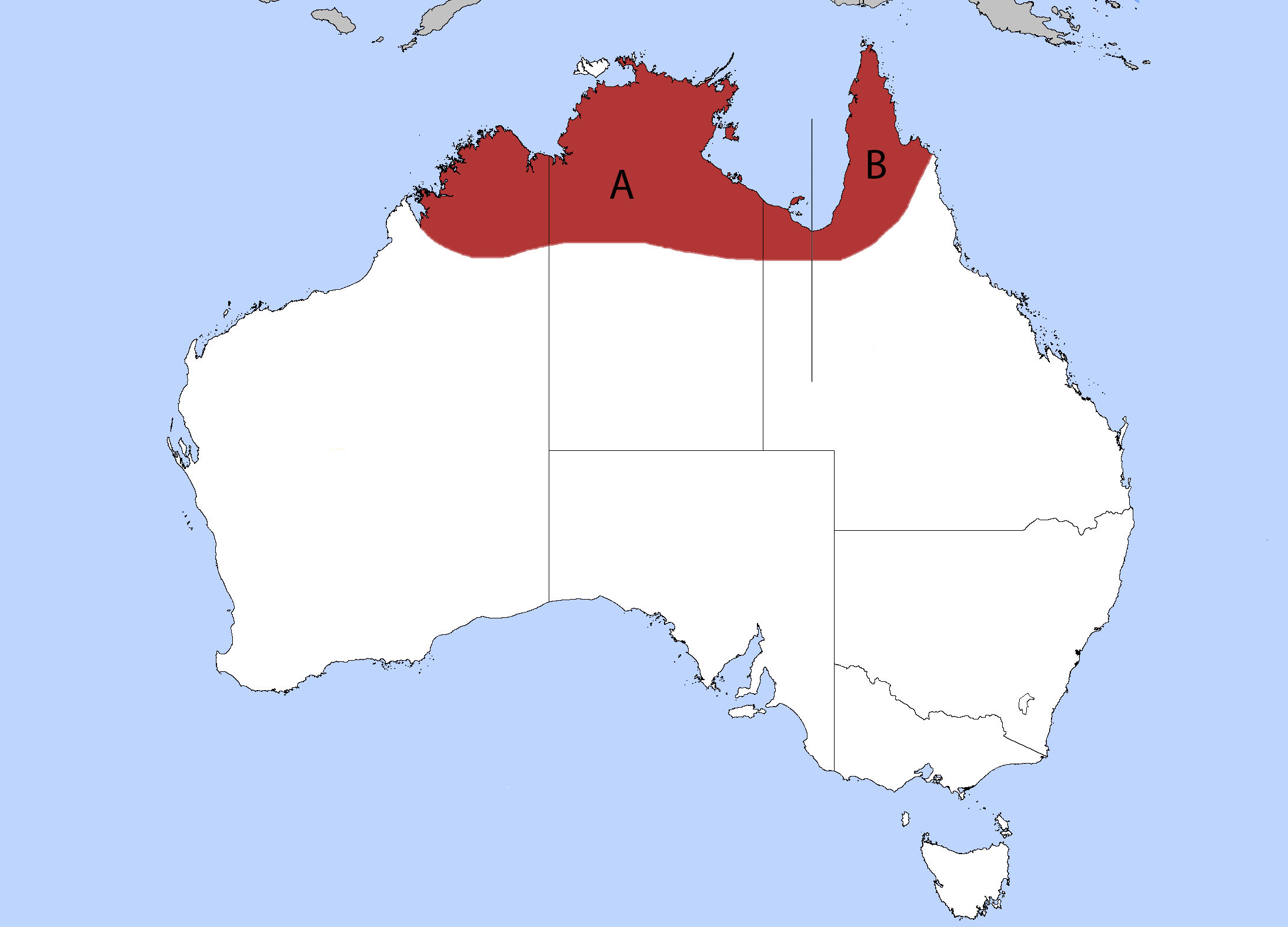
Verspreidingskaart. B = Witoormaskeramadine (P.p. leucotis)

De witoormaskeramadine (Poephila personata leucotis) is een ondersoort van de maskeramadine.